# El Mango, Michoacán de Ocampo
El Mango är en ort i Mexiko.   Den ligger i kommunen Jungapeo och delstaten Michoacán de Ocampo, i den södra delen av landet, 140 km väster om huvudstaden Mexico City. El Mango ligger 1 868 meter över havet och antalet invånare är 671.
Terrängen runt El Mango är kuperad. Runt El Mango är det tätbefolkat, med 319 invånare per kvadratkilometer. Närmaste större samhälle är Heróica Zitácuaro, 10,7 km öster om El Mango. Omgivningarna runt El Mango är en mosaik av jordbruksmark och naturlig växtlighet.